# HLV Transilvania
HLV Transilvania este o companie specializată în exploatări forestiere și producție de cherestea din România.
A fost înființată în 1998.
Activitatea firmei se concentrează pe fabrica de cherestea din Tălmaciu, județul Sibiu.
Tot în Tălmaciu activează sectorul de exploatare lemnoasă și transport.
De asemenea deține în Tălmaciu un atelier specializat în service pentru mașini forestiere.
În anul 2004 și-a extins producția, prin achiziționarea companiei Sargetia din Orăștie.
În această locație a fost dezvoltat un sector de exploatare și transport.
Cifra de afaceri în 2006: 12 milioane de euro